# Pat Cash
Patrick Hart Cash (sinh ngày 27 tháng 5 năm 1965) là một cựu tay vợt chuyên nghiệp người Úc. Anh đã đạt được thứ hạng đơn ATP số 4 thế giới - cao nhất trong sự nghiệp vào tháng 5 năm 1988 và thứ hạng thứ 6 thế giới trên bảng xếp hạng ATP đánh đôi vào tháng 8 năm 1988. Sau khi giành chức vô địch đơn nam tại Wimbledon năm 1987, anh đã leo lên khán đài để ăn mừng, bắt đầu một truyền thống được nhiều người chiến thắng sau đó bắt chước.

## Tuổi thơ
Cash là con trai của Pat Cash Sr., người chơi cho Câu lạc bộ bóng đá Hawthorn vào những năm 1950.

## Sự nghiệp

### Giải trẻ
Cash đã thu hút sự chú ý của thế giới quần vợt như một tay vợt trẻ nổi bật và đầy triển vọng vào đầu những năm 1980. Anh được trao học bổng tại Viện Thể thao Úc. Cash được xếp hạng cầu thủ trẻ số 1 thế giới năm 1981.
Vào tháng 6 năm 1982, Cash đã giành được danh hiệu đôi nam nữ tại John Frawley, đối tác Pháp mở rộng. Vào tháng 7, anh đã giành được danh hiệu đơn nam tại Wimbledon, và trong khi hợp tác với Frawley, anh cũng đã giành được danh hiệu đôi nam nữ tại cùng một giải đấu. Vào tháng 9, anh đã giành được danh hiệu đơn nam tại US Open, và trong khi hợp tác với Frawley, anh cũng là á quân của giải đấu đôi nam tại cùng một giải đấu.

### Chuyên nghiệp
Cash trở nên chuyên nghiệp vào cuối năm 1982 và giành được danh hiệu đánh đơn cấp cao đầu tiên của mình vào năm đó tại Melbourne.
Năm 1983, Cash trở thành cầu thủ trẻ nhất chơi trong trận chung kết Davis Cup. Anh đã giành chiến thắng trong trận đánh đơn quyết định trước Joakim Nyström khi Úc đánh bại Thụy Điển 3-2 để giành cúp.
Năm 1984, Cash lọt vào bán kết đơn nam ở cả Wimbledon và US Open. Anh thua ba trận ở bán kết Wimbledon trước John McEnroe và bị đánh bại trong trận bán kết tại US Open bởi Ivan Lendl, người đã thắng trận đấu của họ trong set đấu thứ năm. Ngày này được coi là một trong những ngày tuyệt vời nhất trong lịch sử US Open bởi vì nó bao gồm trận chung kết 3 set ly kỳ của nữ với Chris Evert vs Martina Navratilova và trận bán kết marathon giữa John McEnroe vs Jimmy Connors với năm set - tạo ra ngày được gọi là 'Super Saturday'. Cash kết thúc năm trong danh sách top 10 các tay vợt lần đầu tiên.
Cash là á quân trong giải đôi nam tại Wimbledon trong cả năm 1984 với McNamee và 1985 với Fitzgerald.
Năm 1986, anh giúp Australia giành lại Davis Cup với chiến thắng 3-2 trước Thụy Điển. Cash một lần nữa giành chiến thắng trong trận đánh đơn quyết định, thắng lại sau hai set thua trước Mikael Pernfors. Ngay trước Wimbledon năm 1986, Cash đã có một phẫu thuật ruột thừa khẩn cấp. Anh đã lọt vào tứ kết của cuộc thi, và trong suốt giải, anh ấy bắt đầu một truyền thống phổ biến hiện nay là ném dây đeo cổ tay và băng đeo trên đầu vào đám đông.
Năm 1987 là một năm đặc biệt thành công đối với Cash. Anh lọt vào năm trận chung kết đơn, trong đó hai trận chung kết Grand Slam. Cash đã lọt vào trận chung kết đơn Grand Slam đầu tiên của mình tại Australian Open, nơi anh thua trong năm set trước Stefan Edberg. Đây là giải Úc mở rộng cuối cùng được chơi tại Kooyong trên mặt sân cỏ.
Thời khắc đăng quang trong sự nghiệp của Cash đến vào năm 1987 tại Wimbledon. Sau khi đánh bại Marcel Freeman, Paul McNamee, Michiel Schapers, Guy Forget, Mats Wilander ở tứ kết và Jimmy Connors ở bán kết, Cash đã đánh bại tay vợt số 1 thế giới, Ivan Lendl, trong trận chung kết. Cash đã ấn định chiến thắng bằng cách leo lên khán đài và đến khu dành cho người chơi tại sân Trung tâm, nơi anh ăn mừng chiến thắng của mình cùng gia đình, bạn gái và huấn luyện viên Ian Barclay. Kể từ đó bắt đầu một truyền thống Wimbledon đã được nhiều nhà vô địch khác bắt chước Cash tại Wimbledon và các giải đấu Grand Slam khác kể từ đó. Anh chỉ thua một set trong toàn bộ giải đấu. Anh kết thúc năm xếp thứ 7 thế giới.